# Аксенова, Анастасия Сергеевна
Анастасия Сергеевна Аксенова (род. 5 марта 1990, Ухта, Коми АССР) — российская пловчиха, специализируется в спринте вольным стилем. Участница Олимпийских игр в Пекине. Многократная рекордсменка и чемпионка России. Рекордсменка мира среди юниоров. Мастер спорта международного класса.

## Биография
Родилась 5 марта 1990 года в Ухте Республика Коми Окончила среднюю школу № 2.
Профессионально заниматься плаванием начала с 1999 года, первый тренер — Владимир Анатольевич Алексеев. В настоящее время занимается под руководством заслуженного тренера России Натальи Андреевны Козловой. Выступает за спортивный клуб «ЦСКА»
- 2000 год — стала призёром первенства России и получила второй физкультурный разряд, установила 9 рекордов России среди девочек в возрастной категории до 10 лет.
- 2001 год — установила 11 рекордов среди девочек 11 лет, получила первый спортивный разряд.
- 2002 год — установила 14 рекордов среди девочек 12 лет, получила звание кандидата в мастера спорта России.
- 2003 год — установила 9 рекордов среди девушек 13 лет, стала победительницей первенства России, неоднократной победительницей первенств и чемпионата Республики Коми.
- 2004 год — установила 12 рекордов среди девушек 14 лет, получила звание мастера спорта России.
- 2005 год — установила 9 рекордов среди девушек 15 лет, стала неоднократной победительницей первенств и чемпионатов России, СЗФО России и Республики Коми[3].

## Карьера
В 2006 году установила рекорд мира среди юниоров, два рекорда Европы среди юниоров, два рекорда «Заполярных игр», восемь рекордов Ухты для девушек 16 лет.
На чемпионате Европы среди юниоров (Испания, Пальма-де-Майорка) — победа в эстафете 4×100 м в/с с рекордом первенств Европы.
На чемпионате мира среди юниоров (Бразилия, Рио-де-Жанейро) в составе российской команды победила в комбинированной эстафете 4×100 м.
В 2007 году получила звание мастера спорта международного класса. Член сборной команды России по плаванию..
В 2008 году участвовала в Олимпийских играх, заняла пятое место в составе российской команды в комбинированной эстафете 4×100 м.
На чемпионате Европы в Нидерландах заняла второе место в комбинированной эстафете 4×100 м.
На чемпионате России заняла первое место в заплыве на 100 метров, установив рекорд России.

## Личная жизнь
По информации сайта Sportbox.ru, живёт в Пензе, хобби — кино.